# Súsanna Helena Patursson
Súsanna Helena Patursson (Kirkjubøur, 27 d'agost de 1864 - Kirkjubøur, 15 de desembre de 1916) va ser una escriptora i actriu feroesa. Se la considera la primera feminista de les Illes Fèroe. A més va ser la primera persona a escriure una obra de teatre en feroès, titulada Veðurføst (paraula de gènere femení que significa "incapaç de moure's a causa de les condicions meteorològiques"). Els seus germans Sverre Patursson i Jóannes Patursson també van ser personalitats del seu temps i, com la mateixa Súsanna Helena Patursson, van ser activistes a favor de la causa nacionalista feroesa.

## Biografia
Helena Patursson era filla de l'agricultor del rei Poul Peder Pedersen (1836-1893) i Ellen Cathrine Djonesen (1840-c.1866). Va créixer a la granja Kirkjubøargarður, també de propietat reial, on va rebre una educació particular amb els seus germans. Posteriorment va anar a Copenhaguen, on va aprendre piano i expressió artística. Va treballar com d'ajudant en una oficina d'afers jurídics fins al 1904, quan va tornar a les Fèroe.
Com els seus germans, Paturson va entrar en l'activisme polític durant la Reunió de Nadal de 1888, quan es va fundar el moviment nacionalista feroès. Les seves activitats s'adreçaven sobretot a dones. El 1889 va escriure la seva primera obra de teatre en feroès, Veðurføst, de la qual malauradament només se'n conserven fragments. Es tracta del paper de la dona en el despertar nacional i l'ensenyament del feroès a casa, que en aquell moment no tenia cam consideració oficial com a llengua.
Va escriure articles al Føringatíðindi (Diari de les Fèroe) i al Fuglaframi, que pertanyien als seus germans Jóannes i Sverre. A Copenhaguen va organitzar un sindicat de dones i el 1896 va convèncer l'Associació Feroesa acceptés l'afiliació de dones. Patursson va ser una defensora de la integració de la dona la món laboral.

## Oyggjarnar
De tornada a les Illes Fèroe, Helena Patursson va fundar el diari Oyggjarnar (Les Illes), que no només va ser la primera publicació destinada principalment a les dones feroeses, sinó que a l'època en què es va publicar (1905-1908) era també l'únic periòdic en llengua feroesa. Cada número tenia quatre pàgines, sortia setmanalment i originalment es venia la subscripció per a mig any a 1,5 corones, tot i que posteriorment va aconseguir abaixar-ne el preu. Oyggjarnar és un referent important en la història de les Illes Fèroe. 

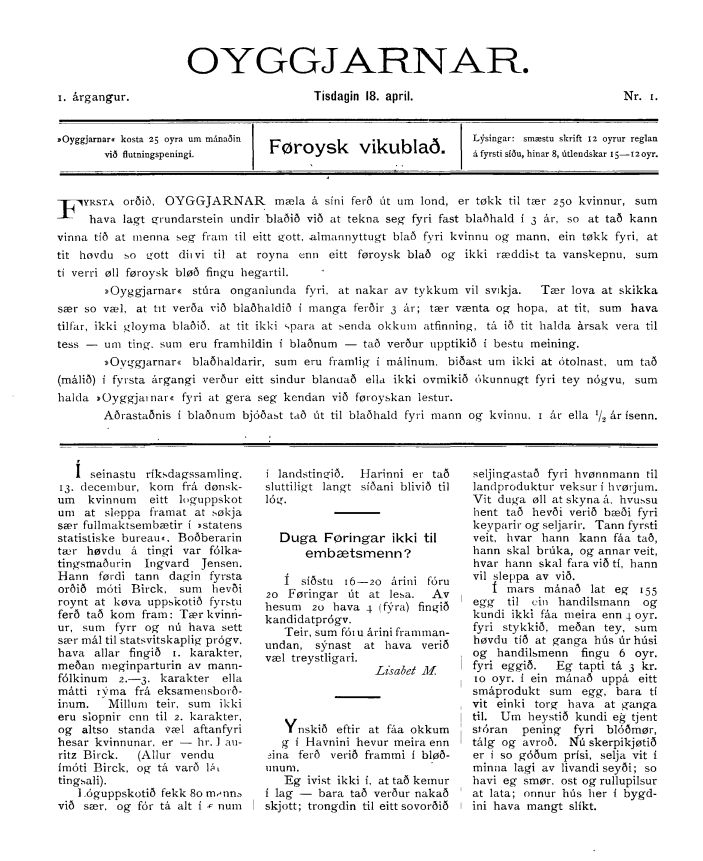
Primer número del diari femení feroès Oyggjanar del 18 d'abril de 1905. Es va publicar setmanalment i costava 25 oyri al mes.

Oyggjarnar no s'adreçava només a les dones, però la majoria d'articles tenien una orientació femenina com ara temes d'educació (sobre la necessitat de passat de l'educació íntegrament en danès a l'ensenyament dels nens en feroès, ja que en aquell moment el danès era l'única llengua oficial i era també l'única utilitzada a les escoles), la visió que tenien altres països de les Illes Fèroe, el paper en el treball de les dones feroeses, receptes de cuina (que es consideraven en aquell moment una sol·licitud nacional) o consells sobre com crear una bona llar. Una de les aportacions d'Oyggjarnar va ser la denúncia sobre l'alimentació que rebien les noies feroeses, en aquell moment de menys qualitat que la que rebien els nois.
El 1908 va treure un llibre, que era parcialment una recopilació dels seus articles d'Oyggjarnar, titulat Matreglur fyri hvørt hús (literalment, "Regles alimentàries per a cada casa"), que va ser el primer llibre de cuina feroesa. Incloïa 160 "regles" o receptes; aleshores no hi havia cap paraula concreta en feroès per a dir "receptes d'aliments". Es venia per 50 oyra (mitja corona) i estava a la venda a la llibreria de Tórshavn, a diversos llocs de diferents localitats feroeses o directament a casa de la mateixa Helena Patursson a Kirkjubøur.
Les majoria de receptes que es publicaven al periòdic i les que es van incloure després al llibre avui es consideren bàsics en la cuina tradicional feroesa: farinetes de civada, xai, mandonguilles, pasta de fetge, fraret, boles de peix, plukkfisk (un plat comú a Islàndia i a les Fèroe fet a base de peix sobrant amb patates i altres ingredients barrejats), kleynir (comú també a Islàndia i a les Fèroe, una mena pasta de full, semblant al dònut, que es menja amb el cafè), sopa de coliflor o com fer una bona botifarra. Tanmateix, hi havia també algunes receptes noves d'adaptacions de receptes americanes o instruccions sobre com cuinar carn de porc, que segons els articles era un animal que gairebé ningú no havia tastat mai a l'arxipèlag. Aquestes adaptacions culinàries innovadores estaven destinades als pescadors, que s'havien mostrat lectors de la publicació.i passaven la major part del temps a l'estranger, viatjant a Amèrica, Dinamarca i altres països que disposaven d'aliments diferents. Alguns d'aquests articles estaven dirigits directament als pescadors.
El 1908 Oyggjarnar es va deixar de publicar per la falta de suport dels seus germans.

## Obra
- 1909 Matreglur fyri hvørt hús (Receptes per a totes les llars), primer de cuina feroès.
- 1912 Fríðka um búgvið (L'embelliment de la llar).